# Alicja Maksymowicz
Alicja Maksymowicz (ur. 27 grudnia 1930 we Włocławku, zm. 19 stycznia 2016 w Olsztynie) – pielęgniarka i położna, doktor nauk medycznych, docent.

## Życiorys
W latach 1956–1974 była dyrektorką Szkoły Pielęgniarstwa w Olsztynie (obecnie Szkoła Policealna im. prof. Zbigniewa Religi w Olsztynie). Od roku 1974 do 1981 dziekan Wydziału Pedagogicznego Wyższej Szkoły Pedagogicznej w Olsztynie. Stypendystka Fundacji Rockefellera.
Autorka podręczników dotyczących metodyki nauczania na kierunkach pielęgniarskich i położniczych:
- Maksymowicz, Alicja. Zagadnienia zawodowe pielęgniarstwa na tle historycznym. Warszawa: Państwowy Zakład Wydawnictw Lekarskich, 1977.
- Maksymowicz, Alicja. Organizacja i metodyka pracy wychowawczej w szkole : (wybrane zagadnienia) / Alicja Maksymowicz ; Wyższa Szkoła Pedagogiczma w Olsztynie. Olsztyn: N.p., 1979.
- Maksymowicz, Alicja. Organizacja i metodyka pracy wychowawczej w szkole pielęgniarstwa / Alicja Maksymowicz. Warszawa: Państ. Zakład Wydawnictw Lekarskich, 1980.
- Maksymowicz, Alicja. Dokształcanie i doskonalenie zawodowe średnich kadr medycznych w Polsce / Alicja Maksymowicz ; Wyższa Szkoła Pedagogiczna w Olsztynie. Olsztyn: Wydawnictwa WSP, 1982.
- Maksymowicz, Alicja. Planowanie i organizowanie środowiska wychowawczego / Alicja Maksymowicz. Wyd. 2. Olsztyn: WSP, 1983.
- Maksymowicz, Alicja. Metodyka pracy opiekuńczo-wychowawczej / Alicja Maksymowicz ; Wyższa Szkoła Pedagogiczna. Olsztyn: WSP, 1985.
- Maksymowicz, Alicja. Organizacja i metodyka kształcenia praktycznego uczniów szkół pielęgniarstwa : (wybrane zagadnienia) / Alicja Maksymowicz ; Centrum Metodyczne Doskonalenia Nauczycieli Średniego Szkolnictwa Medycznego. Warszawa: CMDNŚSM, 1989.
- Maksymowicz, Alicja. Pedagogika opiekuńcza : wybrane zagadnienia / Alicja Maksymowicz ; Wyższa Szkoła Pedagogiczna w Olsztynie. Olsztyn: Wydawnictwa WSP, 1990.

Matka neurochirurga, prof. Wojciecha Maksymowicza i babcia socjologa medycyny dr. Stanisława Maksymowicza.